# Roszpunka bruzdkowana
Roszpunka bruzdkowana, roszponka bruzdkowana (Valerianella rimosa Bast.) – gatunek rośliny należący do rodziny przewiertniowatych. Występuje w Europie, Azji Mniejszej i północno-zachodniej Afryce. W Polsce rozpowszechniony zwłaszcza na południu, na północnym wschodzie nie występuje. Rośnie jako chwast w uprawach polowych.

## Rozmieszczenie geograficzne
Występuje w południowej i środkowej Europie od Hiszpanii po południową Rosję i Kaukaz, także w Azji Mniejszej i północno-zachodniej Afryce (w Maroku i Algierii).
W Polsce gatunek ma rozproszone stanowiska głównie w południowej części kraju, poza tym bardzo nieliczne także na zachodzie i północnym zachodzie.

## Morfologia

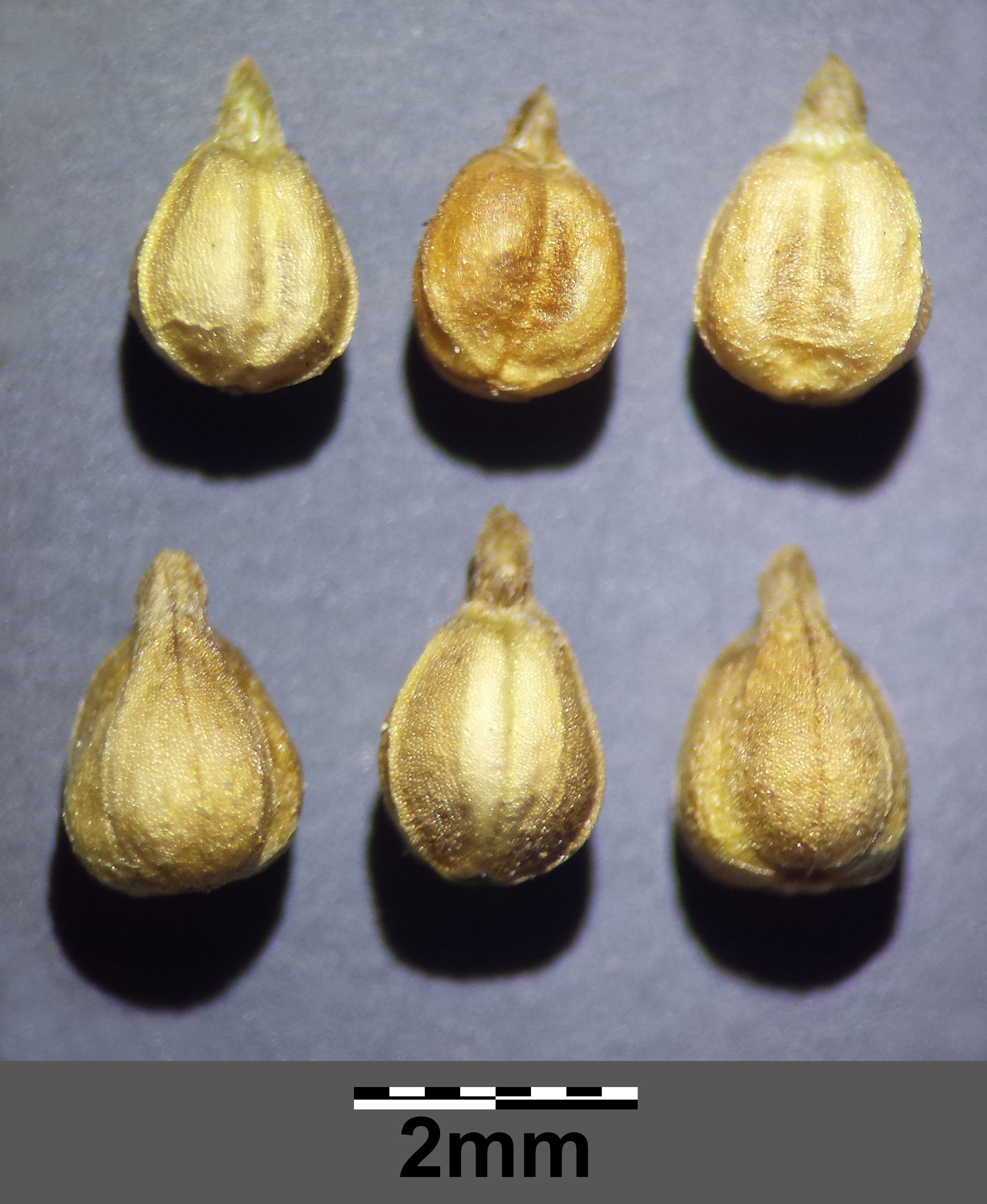
Owoce

PokrójRoślina zielna osiągająca do 60 cm wysokości, w górnej połowie widlasto rozgałęziona.
ŁodygaKanciasta, w dole na kantach z włoskami skierowanymi w dół, w górze z zadziorkami.
LiścieLiście odziomkowe o łopatkowatym kształcie tworzą rozetę. Coraz wyższe liście są coraz węższe; górne liście łodygowe równowąsko podługowate. Osiągają do 7 cm długości i 0,5–0,8 cm szerokości. Górne liście u nasady mają zwykle kilka ostrych ząbków o nierównej długości. Na brzegu blaszki znajdują się nieliczne włoski, które w dolnej części liścia skierowane są ku jego nasadzie, a w górnej – ku wierzchołkowi.
KwiatyZebrane w podbaldaszki w widlasto rozgałęzionym kwiatostanie złożonym mającym postać dwuramiennej wierzchotki, z pojedynczymi kwiatami w rozwidleniach. Podsadki są wąsko lancetowate i zaostrzone. Przysadki wspierające poszczególne kwiaty są równowąsko lancetowate. Kielich widoczny w postaci rąbka wokół szczytu nagiej zalążni. Korona kwiatu białawoniebieska, osiąga do 1,5 mm długości, z czego 1 mm stanowi rurka, a resztę równe szeroko lejkowato rozpostarte łatki korony.
OwoceKulistawo jajowate niełupki wyróżniające się obecnością poza komorą nasienną, także dwóch dużych, mocno rozdętych komór płonnych, rozdzielonych głęboką bruzdą (bruzda oddzielająca komorę nasienną od komór płonnych jest niewyraźna). Komora nasienna jest na grzbiecie i z boków żeberkowana. Na szczycie owocu znajduje się rąbek kielicha w postaci dużego ząbka. Wraz z rąbkiem owoce osiągają od 2 do 3,2 mm długości i od 1,5 do 2,3 mm szerokości.
Gatunki podobneWszystkie środkowoeuropejskie gatunki roszpunek są podobne (poza wyróżniającą się kulistymi główkami kwiatów i owoców oraz kielichem z wyraźnymi 6 ząbkami roszpunką koroniastą V. coronata). Roszpunka bruzdkowana wyróżnia się kulistawymi owockami osiągającymi ponad 1,5 mm średnicy, z silnie rozdętymi komorami płonnymi. W południowej i południowo-wschodniej Europie rośnie Valerianella pumila także o kulistawych owockach z silnie rozdętymi komorami płonnymi, która różni się łodygą w dole na całej powierzchni (a nie tylko na kantach) pokrytą szczecinkami skierowanymi w dół.

## Biologia i ekologia
Roślina jednoroczna kwitnąca w kwietniu i maju, czasem do sierpnia. Rośnie jako chwast w uprawach polowych, rzadko także na suchych zboczach. W klasyfikacji zbiorowisk roślinnych gatunek charakterystyczny dla O. Centauretalia cyani.